# Niederschlesisch-Märkische Eisenbahn
| Frankfurter Bahnhof in Berlin um 1870 | |                                              |                                              |
| | |                                              |                                              |
| Streckennummer (DB): | S-Bahn Berlin: 6004 Bln Ostbf–Bln Rummelsbg (3. Gl.) 6152 Berlin–Guben: 6153 |                                              |                                              |
| Streckennummer: | Gubinek–Wrocław Muchobór 275 Wrocław Muchobór–Wrocław Główny 273 Miłkowice–Jezierzany (ehem. 3. Gl.) 775 |                                              |                                              |
| Kursbuchstrecke (DB): | S-Bahn Berlin: 200.3 Berlin–Guben: 201 Frankfurt (Oder)–Guben: 211 |                                              |                                              |
| Kursbuchstrecke: | 121,121 A(Gesamt) 123 (Lubsko (Sommerfeld) – Jasień (Gassen)) 123 (Miłkowice (Arnsdorf) – Wrocław Główny (Breslau Hbf)) 127p (Wrocław Leśnica (Breslau-Deutsch Lissa) – Wrocław Główny (Breslau Hbf)) 94 (S-Bahn Gesamt) 94c (S-Bahn zus. bis Friedrichshagen) 94a (Dampf S-Bahn Erkner-Fürstenwalde) jeweils 1934 145 (Schlesischer Bf – Frankfurt (Oder)) 100g (Schlesischer Bf – Fürstenwalde (Spree)) 100d, 101 (S-Bahn Schlesischer Bf – Ostkreuz) 177e (Frankfurt (Oder) – Guben) jeweils 1946 Żagań–Legnica: 270 (PKP) Legnica–Wrocław: 260 (PKP) |                                              |                                              |
| Streckenlänge: | 329,5 km |                                              |                                              |
| Spurweite: | 1435 mm (Normalspur) |                                              |                                              |
| Stromsystem: | S-Bahn Berlin: 750 V = Miłkowice–Wrocław Główny: 3 kV = |                                              |                                              |
| Stromsystem: | Berlin–Guben: 15 kV 16,7 Hz ~ |                                              |                                              |
| Streckengeschwindigkeit: | 160 km/h |                                              |                                              |
| Zugbeeinflussung: | Fernbahn(DB): PZB S-Bahn: ZBS |                                              |                                              |
| Zweigleisigkeit: | Berlin Ostbf–Guben Miłkowice–Wrocław Główny |                                              |                                              |
| | |                                              |                                              |
| \| \| \| Stadtbahn von Alexanderplatz \| \| \| \| 0,0 \| Berlin Ostbahnhof \| Berlin Ostbahnhof \| \| \| \| Berlin Ostgüterbahnhof \| \| \| \| \| B 96a \| \| \| \| 1,3 \| Berlin Warschauer Straße \| Berlin Warschauer Straße \| \| \| \| zur Ringbahn \| \| \| \| 2,1 \| Berlin Ostkreuz Ringbahn \| Berlin Ostkreuz Ringbahn \| \| \| \| nach Lichtenberg \| \| \| \| 3,2 \| Berlin-Rummelsburg \| Berlin-Rummelsburg \| \| \| \| von der Ringbahn \| \| \| \| \| nach Berlin-Kaulsdorf (VnK) \| \| \| \| 4,8 \| Berlin-Rummelsburg Betriebsbahnhof \| Berlin-Rummelsburg Betriebsbahnhof \| \| \| 7,2 \| Berlin-Karlshorst (bis 2017) \| Berlin-Karlshorst (bis 2017) \| \| \| 8,8 000 \| Berlin Ostendgestell (Abzw) \| Berlin Ostendgestell (Abzw) \| \| \| \| nach Berlin-Schönefeld Flughafen (BAR) \| \| \| \| \| Kreuz Wuhlheide Berliner Außenring (BAR) \| \| \| \| 9,5 \| Berlin Wuhlheide \| Berlin Wuhlheide \| \| \| \| von Berlin-Schönefeld Flughafen (BAR) \| \| \| \| \| von Biesdorfer Kreuz (BAR) \| \| \| \| 10,8 000 \| Berlin Stadtforst (Bft) \| Berlin Stadtforst (Bft) \| \| \| 12,3 11,7 \| Berlin-Köpenick \| Berlin-Köpenick \| \| \| 13,1 \| Berlin-Hirschgarten \| Berlin-Hirschgarten \| \| \| 14,6 \| Berlin-Friedrichshagen \| Berlin-Friedrichshagen \| \| \| 18,8 19,2 \| Berlin-Rahnsdorf \| Berlin-Rahnsdorf \| \| \| 22,0 \| Berlin-Wilhelmshagen \| Berlin-Wilhelmshagen \| \| \| \| Landesgrenze Berlin / Brandenburg \| \| \| \| 24,3 000 \| Erkner \| Erkner \| \| \| \| Flakenkanal \| \| \| \| \| A 10 \| \| \| \| \| \| \| \| \| 30,5 \| Fangschleuse \| Fangschleuse \| \| \| \| \| \| \| \| 0,0 \| Infrastrukturgrenze DB / DRE \| Infrastrukturgrenze DB / DRE \| \| \| 2,5 \| Tesla Süd (Bft) \| Tesla Süd (Bft) \| \| \| \| zum GVZ Berlin Ost Freienbrink \| \| \| \| 37,2 \| Hangelsberg (Üst Hp) \| Hangelsberg (Üst Hp) \| \| \| 47,3 \| Fürstenwalde (Spree) \| Fürstenwalde (Spree) \| \| \| \| \| \| \| \| \| nach Golzow \| \| \| \| \| Buschgarten \| \| \| \| \| nach Beeskow \| \| \| \| \| \| \| \| \| 54,6 \| Berkenbrück \| Berkenbrück \| \| \| 62,3 \| Briesen (Mark) \| Briesen (Mark) \| \| \| 67,7 \| Jacobsdorf (Mark) \| Jacobsdorf (Mark) \| \| \| 70,9 \| Pillgram \| Pillgram \| \| \| 76,0 \| Frankfurt (Oder)-Rosengarten \| Frankfurt (Oder)-Rosengarten \| \| \| \| nach Frankfurt (Oder) Rbf \| \| \| \| \| B 112 \| \| \| \| \| von Wriezen und Küstrin \| \| \| \| \| B 87, B 112 \| \| \| \| 81,2 \| Frankfurt (Oder) \| Frankfurt (Oder) \| \| \| \| nach Grunow \| \| \| \| \| nach Poznań \| \| \| \| \| A 12 \| \| \| \| 83,8 \| Frankfurt (Oder)-Güldendorf \| Frankfurt (Oder)-Güldendorf \| \| \| 86,8 \| Lossow \| Lossow \| \| \| \| B 112 \| \| \| \| 89,6 \| Finkenheerd Kraftwerk \| Finkenheerd Kraftwerk \| \| \| 91,7 \| Finkenheerd \| Finkenheerd \| \| \| \| Friedrich-Wilhelm-Kanal \| \| \| \| \| nach Urad \| \| \| \| 93,9 \| Wiesenau Hp \| Wiesenau Hp \| \| \| \| Wiesenau Abzw \| \| \| \| \| \| \| \| \| \| Ziltendorf EKO (Werkbahnhof) \| \| \| \| \| Anschluss EKO \| \| \| \| \| \| \| \| \| \| B 112 \| \| \| \| 98,1 \| Ziltendorf \| Ziltendorf \| \| \| 100,8 \| Vogelsang (Kr Eisenhüttenstadt) \| Vogelsang (Kr Eisenhüttenstadt) \| \| \| 104,7 \| Eisenhüttenstadt (früher Fürstenberg (Oder)) \| Eisenhüttenstadt (früher Fürstenberg (Oder)) \| \| \| \| Anschluss EKO \| \| \| \| \| Oder-Spree-Kanal \| \| \| \| \| Alter Abstieg \| \| \| \| 110,2 \| Neuzelle \| Neuzelle \| \| \| 116,5 \| Wellmitz \| Wellmitz \| \| \| 122,0 \| Coschen \| Coschen \| \| \| 126,0 \| Guben Nord früher Groß Breesen \| Guben Nord früher Groß Breesen \| \| \| \| von Czerwieńsk \| \| \| \| 129,7 \| Guben \| Guben \| \| \| \| nach Cottbus und nach Forst \| \| \| \| \| Cottbus–Guben und Forst–Guben \| \| \| \| 132,1197,6 \| Neiße; Staatsgrenze Deutschland / Polen \| Neiße; Staatsgrenze Deutschland / Polen \| \| \| 196,9 \| Gubinek \| Gubinek \| \| \| \| von Schlagsdorf \| \| \| \| 189,7 \| Gębice Gubińskie (Amtitz) \| Gębice Gubińskie (Amtitz) \| \| \| 184,8 \| Jasienica Gubińska (Jessnitz) \| Jasienica Gubińska (Jessnitz) \| \| \| 176,5 \| Mierków (Merke) \| Mierków (Merke) \| \| \| \| von Krosno Odrzańskie \| \| \| \| 172,8 \| Lubsko (Sommerfeld) (ehem. Bf.) \| Lubsko (Sommerfeld) (ehem. Bf.) \| \| \| \| nach Tuplice–Muskau \| \| \| \| 167,2 \| Jasień (Gassen) Keilbahnhof (ehem. Bf.) \| Jasień (Gassen) Keilbahnhof (ehem. Bf.) \| \| \| \| nach Żary \| \| \| \| 159,3 \| Biedrzychowice Dolne (Friedersdorf) \| Biedrzychowice Dolne (Friedersdorf) \| \| \| \| von Żary \| \| \| \| 155,8 \| Bieniów (Benau) \| Bieniów (Benau) \| \| \| \| nach Nowogród Bobrzański \| \| \| \| \| Złotnik (Reinswalde) \| \| \| \| 145,3 \| Olszyniec (Wellersdorf) \| Olszyniec (Wellersdorf) \| \| \| \| von Żary \| \| \| \| 139,5 \| Żagań (Sagan) \| Żagań (Sagan) \| \| \| \| nach Zebrzydowa \| \| \| \| \| nach Nowa Sól und Głogów \| \| \| \| 128,3 \| Małomice (Mallmitz) \| Małomice (Mallmitz) \| \| \| 113,1 \| Leszno Górne (Oberleschen) \| Leszno Górne (Oberleschen) \| \| \| \| nach Bolesławiec \| \| \| \| 106,1 \| Studzianka (Armadebrunn) \| Studzianka (Armadebrunn) \| \| \| 100,5 \| Wierzbowa Śląska (Rückenwaldau) \| Wierzbowa Śląska (Rückenwaldau) \| \| \| 96,0 \| Modła (Modlau) \| Modła (Modlau) \| \| \| \| von Trzebień und Kożuchów \| \| \| \| 88,9 \| Rokitki (Reisicht) \| Rokitki (Reisicht) \| \| \| \| Zamienice \| \| \| \| \| nach Chojnów \| \| \| \| 81,8 \| Goliszów (Göllschau) \| Goliszów (Göllschau) \| \| \| \| von Węgliniec \| \| \| \| 74,6 \| Miłkowice (Arnsdorf) \| Miłkowice (Arnsdorf) \| \| \| \| \| \| \| \| 70,2 \| Jezierzany (Pansdorfer See) \| Jezierzany (Pansdorfer See) \| \| \| \| \| \| \| \| \| von Złotoryja und Glogów \| \| \| \| \| von Ścinawa \| \| \| \| 65,1 \| Legnica (Liegnitz) \| Legnica (Liegnitz) \| \| \| \| \| \| \| \| \| nach Jawor \| \| \| \| 55,0 \| Jaśkowice Legnickie (Jeschkendorf) \| Jaśkowice Legnickie (Jeschkendorf) \| \| \| 52,2 \| Szczedrzykowice (Spittelndorf) \| Szczedrzykowice (Spittelndorf) \| \| \| \| von Wołów (Wohlau) \| \| \| \| \| Kleinbahn AG Jauer–Maltsch \| \| \| \| \| von Jawor \| \| \| \| 42,7 \| Malczyce (Maltsch) \| Malczyce (Maltsch) \| \| \| \| nach Strzegom \| \| \| \| \| Bahnstrecke Malczyce–Strzegom \| \| \| \| \| Malczyce Port (Hafen) \| \| \| \| \| von Środa Śląska Rynek \| \| \| \| 33,8 \| Środa Śląska (Neumarkt (Schles)) \| Środa Śląska (Neumarkt (Schles)) \| \| \| 29,6 \| Przedmoście Święte (Bruch-Bischdorf) \| Przedmoście Święte (Bruch-Bischdorf) \| \| \| 24,3 \| Miękinia (Nimkau) \| Miękinia (Nimkau) \| \| \| 20,7 \| Mrozów (Nippern) \| Mrozów (Nippern) \| \| \| 13,6 \| Wrocław Leśnica (Breslau-Lissa) \| Wrocław Leśnica (Breslau-Lissa) \| \| \| 9,5 \| Wrocław Żerniki (Breslau Neukirch) \| Wrocław Żerniki (Breslau Neukirch) \| \| \| 6,9 \| Wrocław Nowy Dwór (Breslau-Mariahöfchen) \| Wrocław Nowy Dwór (Breslau-Mariahöfchen) \| \| \| \| nach Witków \| \| \| \| \| Wrocław–Glogów \| \| \| \| \| nach Oleśnica und Poznań über Wrocław-Gądów \| \| \| \| 4,9 \| Wrocław Muchobór (Breslau Mochbern) \| Wrocław Muchobór (Breslau Mochbern) \| \| \| \| \| \| \| \| \| nach Wałbrzych und zur Güterumfahrung \| \| \| \| \| Wrocław–Poznań \| \| \| \| \| Breslau Märkischer Bahnhof \| \| \| \| \| Wrocław–Wałbrzych \| \| \| \| \| von Wałbrzych und Glogów \| \| \| \| 0,0 \| Wrocław Główny \| Wrocław Główny \| \| \| \| nach Bytom \| \| | |                                              |                                              |
| Strecke · Strecke | | Stadtbahn von Alexanderplatz                 | Stadtbahn von Alexanderplatz                 |
| Bahnhof · S-Bahnhof | 0,0 | Berlin Ostbahnhof                            | Berlin Ostbahnhof                            |
| Dienststation / Betriebs- oder Güterbahnhof · Strecke | | Berlin Ostgüterbahnhof                       | Berlin Ostgüterbahnhof                       |
| Strecke mit Straßenbrücke · Strecke mit Straßenbrücke | | B 96a                                        | B 96a                                        |
| ehemaliger Haltepunkt / Haltestelle · S-Bahnhof | 1,3 | Berlin Warschauer Straße                     | Berlin Warschauer Straße                     |
| Kreuzung geradeaus unten · Abzweig geradeaus und nach rechts | | zur Ringbahn                                 | zur Ringbahn                                 |
| Turmhaltepunkt geradeaus unten · Turm-S-Bahnhof geradeaus unten | 2,1 | Berlin Ostkreuz Ringbahn                     | Berlin Ostkreuz Ringbahn                     |
| Strecke · Abzweig geradeaus und nach links | | nach Lichtenberg                             | nach Lichtenberg                             |
| Strecke · S-Bahn-Halt | 3,2 | Berlin-Rummelsburg                           | Berlin-Rummelsburg                           |
| Abzweig geradeaus und von links · Kreuzung geradeaus unten | | von der Ringbahn                             | von der Ringbahn                             |
| Abzweig geradeaus und nach links · Kreuzung geradeaus unten | | nach Berlin-Kaulsdorf (VnK)                  | nach Berlin-Kaulsdorf (VnK)                  |
| Dienststation / Betriebs- oder Güterbahnhof · S-Bahn-Halt | 4,8 | Berlin-Rummelsburg Betriebsbahnhof           | Berlin-Rummelsburg Betriebsbahnhof           |
| ehemaliger Haltepunkt / Haltestelle · S-Bahnhof | 7,2 | Berlin-Karlshorst (bis 2017)                 | Berlin-Karlshorst (bis 2017)                 |
| Blockstelle · Strecke | 8,8 000 | Berlin Ostendgestell (Abzw)                  | Berlin Ostendgestell (Abzw)                  |
| Abzweig geradeaus und nach rechts · Strecke | | nach Berlin-Schönefeld Flughafen (BAR)       | nach Berlin-Schönefeld Flughafen (BAR)       |
| Kreuzung geradeaus unten · Kreuzung geradeaus unten | | Kreuz Wuhlheide Berliner Außenring (BAR)     | Kreuz Wuhlheide Berliner Außenring (BAR)     |
| Strecke · S-Bahn-Halt | 9,5 | Berlin Wuhlheide                             | Berlin Wuhlheide                             |
| Abzweig geradeaus und von rechts · Strecke | | von Berlin-Schönefeld Flughafen (BAR)        | von Berlin-Schönefeld Flughafen (BAR)        |
| Abzweig geradeaus und von rechts · Strecke | | von Biesdorfer Kreuz (BAR)                   | von Biesdorfer Kreuz (BAR)                   |
| Dienststation / Betriebs- oder Güterbahnhof · Strecke | 10,8 000 | Berlin Stadtforst (Bft)                      | Berlin Stadtforst (Bft)                      |
| Dienststation / Betriebs- oder Güterbahnhof · S-Bahnhof | 12,3 11,7 | Berlin-Köpenick                              | Berlin-Köpenick                              |
| Strecke · S-Bahn-Halt | 13,1 | Berlin-Hirschgarten                          | Berlin-Hirschgarten                          |
| ehemaliger Dienststation / Betriebs- oder Güterbahnhof · S-Bahnhof | 14,6 | Berlin-Friedrichshagen                       | Berlin-Friedrichshagen                       |
| Überleitstelle / Spurwechsel · S-Bahnhof | 18,8 19,2 | Berlin-Rahnsdorf                             | Berlin-Rahnsdorf                             |
| Strecke · S-Bahn-Halt | 22,0 | Berlin-Wilhelmshagen                         | Berlin-Wilhelmshagen                         |
| Grenze · Grenze | | Landesgrenze Berlin / Brandenburg            | Landesgrenze Berlin / Brandenburg            |
| Bahnhof · S-Kopfbahnhof Streckenende | 24,3 000 | Erkner                                       | Erkner                                       |
| Brücke über Wasserlauf | | Flakenkanal                                  | Flakenkanal                                  |
| Brücke | | A 10                                         | A 10                                         |
| | |                                              |                                              |
| Bahnhof | 30,5 | Fangschleuse                                 | Fangschleuse                                 |
| Strecke von links · Abzweig geradeaus und nach rechts | |                                              |                                              |
| Wechsel des Eisenbahninfrastrukturunternehmens · Strecke | 0,0 | Infrastrukturgrenze DB / DRE                 | Infrastrukturgrenze DB / DRE                 |
| Bahnhof · Strecke | 2,5 | Tesla Süd (Bft)                              | Tesla Süd (Bft)                              |
| Strecke nach rechts · Strecke | | zum GVZ Berlin Ost Freienbrink               | zum GVZ Berlin Ost Freienbrink               |
| Überleitstelle / Spurwechsel | 37,2 | Hangelsberg (Üst Hp)                         | Hangelsberg (Üst Hp)                         |
| Bahnhof | 47,3 | Fürstenwalde (Spree)                         | Fürstenwalde (Spree)                         |
| | |                                              |                                              |
| Abzweig geradeaus und nach links · Abzweig ehemals quer und von rechts | | nach Golzow                                  | nach Golzow                                  |
| Strecke · ehemaliger Haltepunkt / Haltestelle | | Buschgarten                                  | Buschgarten                                  |
| Kreuzung geradeaus oben · Strecke nach rechts | | nach Beeskow                                 | nach Beeskow                                 |
| Verschwenkung nach links | |                                              |                                              |
| Bahnhof | 54,6 | Berkenbrück                                  | Berkenbrück                                  |
| Bahnhof | 62,3 | Briesen (Mark)                               | Briesen (Mark)                               |
| Haltepunkt / Haltestelle | 67,7 | Jacobsdorf (Mark)                            | Jacobsdorf (Mark)                            |
| Bahnhof | 70,9 | Pillgram                                     | Pillgram                                     |
| Haltepunkt / Haltestelle | 76,0 | Frankfurt (Oder)-Rosengarten                 | Frankfurt (Oder)-Rosengarten                 |
| Abzweig geradeaus und ehemals nach links | | nach Frankfurt (Oder) Rbf                    | nach Frankfurt (Oder) Rbf                    |
| Strecke mit Straßenbrücke | | B 112                                        | B 112                                        |
| Abzweig geradeaus und von links | | von Wriezen und Küstrin                      | von Wriezen und Küstrin                      |
| Brücke | | B 87, B 112                                  | B 87, B 112                                  |
| Bahnhof | 81,2 | Frankfurt (Oder)                             | Frankfurt (Oder)                             |
| Abzweig geradeaus und nach rechts | | nach Grunow                                  | nach Grunow                                  |
| Abzweig geradeaus und nach links | | nach Poznań                                  | nach Poznań                                  |
| Brücke | | A 12                                         | A 12                                         |
| ehemaliger Haltepunkt / Haltestelle | 83,8 | Frankfurt (Oder)-Güldendorf                  | Frankfurt (Oder)-Güldendorf                  |
| ehemaliger Bahnhof | 86,8 | Lossow                                       | Lossow                                       |
| Brücke | | B 112                                        | B 112                                        |
| Haltepunkt / Haltestelle | 89,6 | Finkenheerd Kraftwerk                        | Finkenheerd Kraftwerk                        |
| Haltepunkt / Haltestelle | 91,7 | Finkenheerd                                  | Finkenheerd                                  |
| Brücke über Wasserlauf | | Friedrich-Wilhelm-Kanal                      | Friedrich-Wilhelm-Kanal                      |
| Abzweig geradeaus und ehemals nach links | | nach Urad                                    | nach Urad                                    |
| Haltepunkt / Haltestelle | 93,9 | Wiesenau Hp                                  | Wiesenau Hp                                  |
| Blockstelle | | Wiesenau Abzw                                | Wiesenau Abzw                                |
| Verschwenkung von links · Verschwenkung von rechts | |                                              |                                              |
| Dienststation / Betriebs- oder Güterbahnhof · Strecke | | Ziltendorf EKO (Werkbahnhof)                 | Ziltendorf EKO (Werkbahnhof)                 |
| Abzweig geradeaus und nach rechts · Strecke | | Anschluss EKO                                | Anschluss EKO                                |
| Verschwenkung nach links · Verschwenkung nach rechts | |                                              |                                              |
| Strecke mit Straßenbrücke | | B 112                                        | B 112                                        |
| Bahnhof | 98,1 | Ziltendorf                                   | Ziltendorf                                   |
| ehemaliger Haltepunkt / Haltestelle | 100,8 | Vogelsang (Kr Eisenhüttenstadt)              | Vogelsang (Kr Eisenhüttenstadt)              |
| Bahnhof | 104,7 | Eisenhüttenstadt (früher Fürstenberg (Oder)) | Eisenhüttenstadt (früher Fürstenberg (Oder)) |
| Abzweig geradeaus und ehemals von rechts | | Anschluss EKO                                | Anschluss EKO                                |
| Brücke über Wasserlauf | | Oder-Spree-Kanal                             | Oder-Spree-Kanal                             |
| Brücke über Wasserlauf | | Alter Abstieg                                | Alter Abstieg                                |
| Haltepunkt / Haltestelle | 110,2 | Neuzelle                                     | Neuzelle                                     |
| Bahnhof | 116,5 | Wellmitz                                     | Wellmitz                                     |
| Haltepunkt / Haltestelle | 122,0 | Coschen                                      | Coschen                                      |
| ehemaliger Haltepunkt / Haltestelle | 126,0 | Guben Nord früher Groß Breesen               | Guben Nord früher Groß Breesen               |
| Abzweig geradeaus und von links | | von Czerwieńsk                               | von Czerwieńsk                               |
| Bahnhof | 129,7 | Guben                                        | Guben                                        |
| Abzweig ehemals geradeaus und nach links | | nach Cottbus und nach Forst                  | nach Cottbus und nach Forst                  |
| Kreuzung geradeaus unten (Strecke geradeaus außer Betrieb) | | Cottbus–Guben und Forst–Guben                | Cottbus–Guben und Forst–Guben                |
| Grenze auf Brücke über Wasserlauf (Strecke außer Betrieb) | 132,1197,6 | Neiße; Staatsgrenze Deutschland / Polen      | Neiße; Staatsgrenze Deutschland / Polen      |
| Haltepunkt / Haltestelle (Strecke außer Betrieb) | 196,9 | Gubinek                                      | Gubinek                                      |
| Abzweig geradeaus und von rechts (Strecke außer Betrieb) | | von Schlagsdorf                              | von Schlagsdorf                              |
| Haltepunkt / Haltestelle (Strecke außer Betrieb) | 189,7 | Gębice Gubińskie (Amtitz)                    | Gębice Gubińskie (Amtitz)                    |
| Bahnhof (Strecke außer Betrieb) | 184,8 | Jasienica Gubińska (Jessnitz)                | Jasienica Gubińska (Jessnitz)                |
| Haltepunkt / Haltestelle (Strecke außer Betrieb) | 176,5 | Mierków (Merke)                              | Mierków (Merke)                              |
| Abzweig geradeaus und von links (Strecke außer Betrieb) | | von Krosno Odrzańskie                        | von Krosno Odrzańskie                        |
| Betriebs-/Güterbahnhof Strecke bis hier außer Betrieb | 172,8 | Lubsko (Sommerfeld) (ehem. Bf.)              | Lubsko (Sommerfeld) (ehem. Bf.)              |
| Abzweig geradeaus und ehemals nach rechts | | nach Tuplice–Muskau                          | nach Tuplice–Muskau                          |
| Dienststation / Betriebs- oder Güterbahnhof | 167,2 | Jasień (Gassen) Keilbahnhof (ehem. Bf.)      | Jasień (Gassen) Keilbahnhof (ehem. Bf.)      |
| Abzweig geradeaus und ehemals nach rechts | | nach Żary                                    | nach Żary                                    |
| ehemaliger Haltepunkt / Haltestelle | 159,3 | Biedrzychowice Dolne (Friedersdorf)          | Biedrzychowice Dolne (Friedersdorf)          |
| Abzweig geradeaus und von rechts | | von Żary                                     | von Żary                                     |
| Bahnhof | 155,8 | Bieniów (Benau)                              | Bieniów (Benau)                              |
| Abzweig ehemals geradeaus und nach links | | nach Nowogród Bobrzański                     | nach Nowogród Bobrzański                     |
| Haltepunkt / Haltestelle (Strecke außer Betrieb) | | Złotnik (Reinswalde)                         | Złotnik (Reinswalde)                         |
| Haltepunkt / Haltestelle (Strecke außer Betrieb) | 145,3 | Olszyniec (Wellersdorf)                      | Olszyniec (Wellersdorf)                      |
| Abzweig ehemals geradeaus und von rechts | | von Żary                                     | von Żary                                     |
| Bahnhof | 139,5 | Żagań (Sagan)                                | Żagań (Sagan)                                |
| Abzweig geradeaus und nach rechts | | nach Zebrzydowa                              | nach Zebrzydowa                              |
| Abzweig geradeaus und nach links | | nach Nowa Sól und Głogów                     | nach Nowa Sól und Głogów                     |
| Bahnhof | 128,3 | Małomice (Mallmitz)                          | Małomice (Mallmitz)                          |
| Bahnhof | 113,1 | Leszno Górne (Oberleschen)                   | Leszno Górne (Oberleschen)                   |
| Abzweig geradeaus und ehemals nach rechts | | nach Bolesławiec                             | nach Bolesławiec                             |
| Haltepunkt / Haltestelle | 106,1 | Studzianka (Armadebrunn)                     | Studzianka (Armadebrunn)                     |
| Haltepunkt / Haltestelle | 100,5 | Wierzbowa Śląska (Rückenwaldau)              | Wierzbowa Śląska (Rückenwaldau)              |
| Haltepunkt / Haltestelle | 96,0 | Modła (Modlau)                               | Modła (Modlau)                               |
| Abzweig geradeaus, von links und von rechts | | von Trzebień und Kożuchów                    | von Trzebień und Kożuchów                    |
| Bahnhof | 88,9 | Rokitki (Reisicht)                           | Rokitki (Reisicht)                           |
| ehemaliger Bahnhof | | Zamienice                                    | Zamienice                                    |
| Abzweig geradeaus und nach rechts | | nach Chojnów                                 | nach Chojnów                                 |
| Haltepunkt / Haltestelle | 81,8 | Goliszów (Göllschau)                         | Goliszów (Göllschau)                         |
| Abzweig geradeaus und von rechts | | von Węgliniec                                | von Węgliniec                                |
| Bahnhof | 74,6 | Miłkowice (Arnsdorf)                         | Miłkowice (Arnsdorf)                         |
| Strecke von links · Abzweig geradeaus und nach rechts | |                                              |                                              |
| Strecke · Haltepunkt / Haltestelle | 70,2 | Jezierzany (Pansdorfer See)                  | Jezierzany (Pansdorfer See)                  |
| Strecke nach links · Kreuzung geradeaus unten · Strecke von rechts | |                                              |                                              |
| Abzweig geradeaus, von links und von rechts · Kreuzung geradeaus oben | | von Złotoryja und Glogów                     | von Złotoryja und Glogów                     |
| Abzweig geradeaus und von links · Kreuzung geradeaus oben | | von Ścinawa                                  | von Ścinawa                                  |
| Bahnhof · Strecke | 65,1 | Legnica (Liegnitz)                           | Legnica (Liegnitz)                           |
| Abzweig geradeaus und von links · Strecke nach rechts | |                                              |                                              |
| Abzweig geradeaus und nach rechts | | nach Jawor                                   | nach Jawor                                   |
| Haltepunkt / Haltestelle | 55,0 | Jaśkowice Legnickie (Jeschkendorf)           | Jaśkowice Legnickie (Jeschkendorf)           |
| Bahnhof | 52,2 | Szczedrzykowice (Spittelndorf)               | Szczedrzykowice (Spittelndorf)               |
| Abzweig geradeaus und ehemals von links | | von Wołów (Wohlau)                           | von Wołów (Wohlau)                           |
| Kreuzung geradeaus unten (Querstrecke außer Betrieb) | | Kleinbahn AG Jauer–Maltsch                   | Kleinbahn AG Jauer–Maltsch                   |
| Abzweig geradeaus und ehemals von links | | von Jawor                                    | von Jawor                                    |
| Bahnhof | 42,7 | Malczyce (Maltsch)                           | Malczyce (Maltsch)                           |
| Abzweig geradeaus und ehemals nach links · Strecke von rechts (außer Betrieb) | | nach Strzegom                                | nach Strzegom                                |
| Kreuzung geradeaus unten (Querstrecke außer Betrieb) · Abzweig geradeaus und nach rechts (Strecke außer Betrieb) | | Bahnstrecke Malczyce–Strzegom                | Bahnstrecke Malczyce–Strzegom                |
| Strecke · Kopfbahnhof Streckenende (Strecke außer Betrieb) | | Malczyce Port (Hafen)                        | Malczyce Port (Hafen)                        |
| Abzweig geradeaus und ehemals von rechts | | von Środa Śląska Rynek                       | von Środa Śląska Rynek                       |
| Bahnhof | 33,8 | Środa Śląska (Neumarkt (Schles))             | Środa Śląska (Neumarkt (Schles))             |
| Haltepunkt / Haltestelle | 29,6 | Przedmoście Święte (Bruch-Bischdorf)         | Przedmoście Święte (Bruch-Bischdorf)         |
| Bahnhof | 24,3 | Miękinia (Nimkau)                            | Miękinia (Nimkau)                            |
| Haltepunkt / Haltestelle | 20,7 | Mrozów (Nippern)                             | Mrozów (Nippern)                             |
| Bahnhof | 13,6 | Wrocław Leśnica (Breslau-Lissa)              | Wrocław Leśnica (Breslau-Lissa)              |
| Bahnhof | 9,5 | Wrocław Żerniki (Breslau Neukirch)           | Wrocław Żerniki (Breslau Neukirch)           |
| Haltepunkt / Haltestelle | 6,9 | Wrocław Nowy Dwór (Breslau-Mariahöfchen)     | Wrocław Nowy Dwór (Breslau-Mariahöfchen)     |
| Abzweig geradeaus und von rechts | | nach Witków                                  | nach Witków                                  |
| Kreuzung geradeaus unten | | Wrocław–Glogów                               | Wrocław–Glogów                               |
| Abzweig geradeaus und nach links | | nach Oleśnica und Poznań über Wrocław-Gądów  | nach Oleśnica und Poznań über Wrocław-Gądów  |
| Haltepunkt / Haltestelle | 4,9 | Wrocław Muchobór (Breslau Mochbern)          | Wrocław Muchobór (Breslau Mochbern)          |
| Verschwenkung von links · Verschwenkung von rechts (Strecke außer Betrieb) | |                                              |                                              |
| Abzweig geradeaus und nach rechts · Strecke (außer Betrieb) | | nach Wałbrzych und zur Güterumfahrung        | nach Wałbrzych und zur Güterumfahrung        |
| Kreuzung geradeaus unten · Kreuzung geradeaus unten (Strecke geradeaus außer Betrieb) | | Wrocław–Poznań                               | Wrocław–Poznań                               |
| Abzweig geradeaus und von links · Kopfbahnhof Streckenende (Strecke außer Betrieb) | | Breslau Märkischer Bahnhof                   | Breslau Märkischer Bahnhof                   |
| Kreuzung geradeaus unten (Querstrecke außer Betrieb) | | Wrocław–Wałbrzych                            | Wrocław–Wałbrzych                            |
| Abzweig geradeaus und von rechts | | von Wałbrzych und Glogów                     | von Wałbrzych und Glogów                     |
| Bahnhof | 0,0 | Wrocław Główny                               | Wrocław Główny                               |
| Strecke | | nach Bytom                                   | nach Bytom                                   |

Die Niederschlesisch-Märkische Eisenbahn (NME) war eine zunächst privat gebaute Eisenbahnstrecke, die ab 1846 Berlin und Breslau verband. Sie wurde am 21. August 1852 vom Staat Preußen erworben und ging 1920 zusammen mit den anderen ehemaligen preußischen Staatsbahnen im Bestand der Deutschen Reichseisenbahnen auf.

## Geschichte

### Die Anfänge

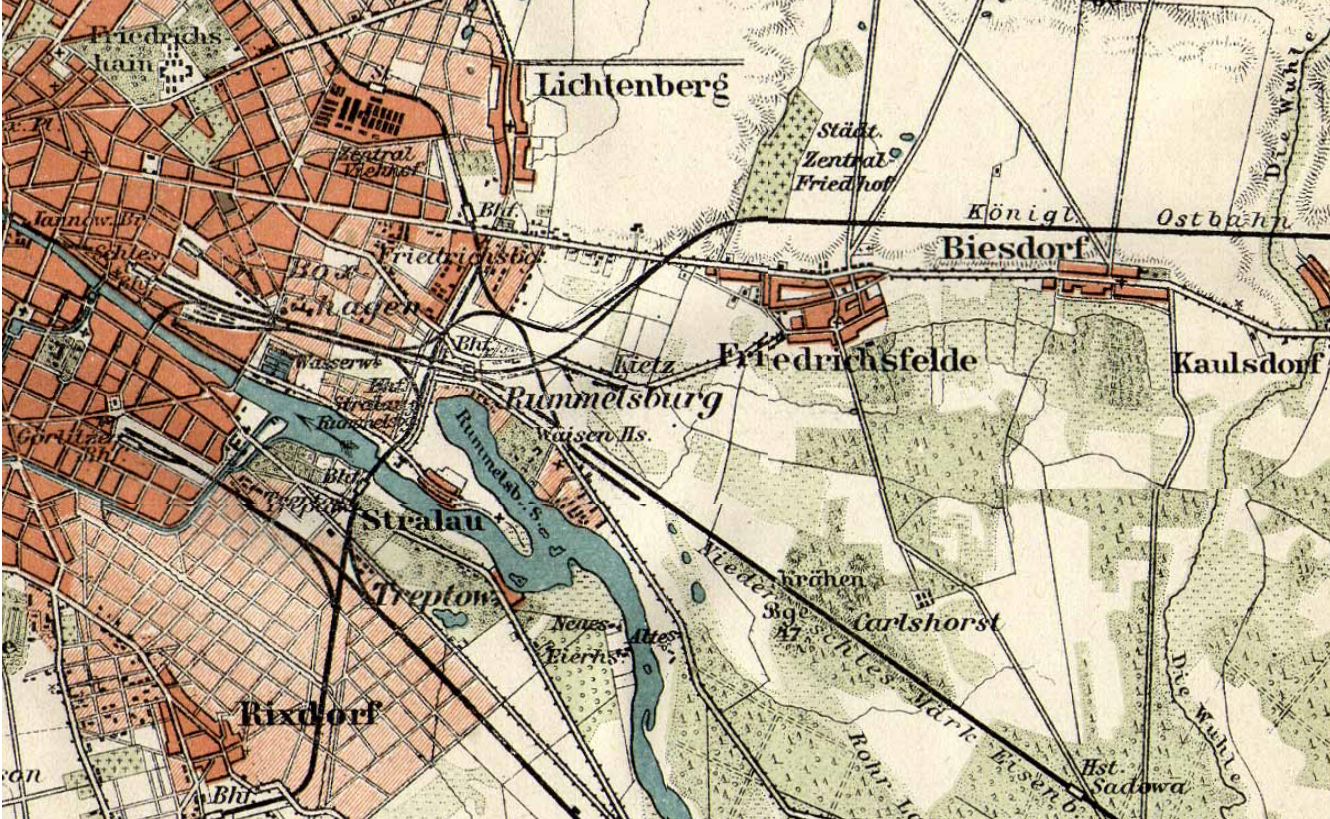
Streckenführung ab dem Schlesischen Bahnhof in Berlin (Karte von 1894)

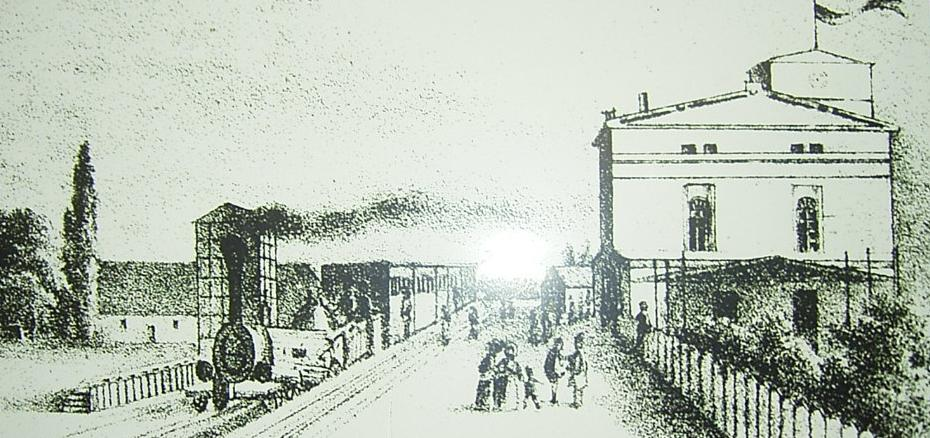
Bahnhof Fürstenwalde, um 1845

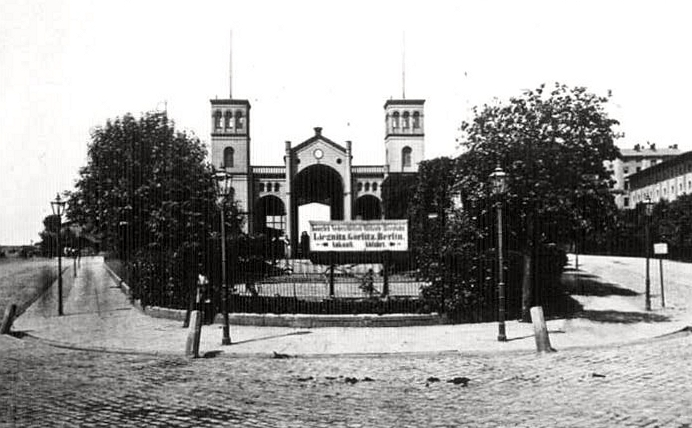
Niederschlesisch-Märkischer Bahnhof in Breslau, um 1880

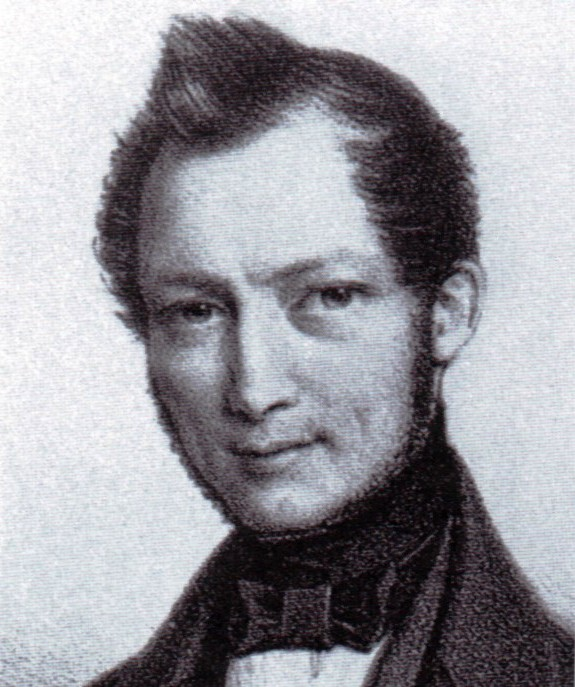
Adolph F. J. Riedel, Direktionsmitarbeiter von 1844 bis 1848

Um 1840 begannen alle größeren Staaten des Deutschen Bundes mit dem Bau von Fernbahnen. 1837 bis 1839 entstand als erste deutsche Fernbahn die Leipzig-Dresdner Eisenbahn in Sachsen, 1837 begann Österreich mit dem Bau seiner Nordbahn und 1838 bis 1840 wurde als erste länderübergreifende Strecke (Preußen–Anhalt–Sachsen) die Bahnstrecke Magdeburg–Leipzig gebaut. Eins der nächsten preußischen Bahnprojekte war die 1840 bis 42 gebaute und am 23. Oktober 1842 eröffnete 81 Kilometer lange Berlin-Frankfurter Eisenbahn. Sie führte vom Frankfurter Bahnhof (späterer Schlesischer Bahnhof, heute Ostbahnhof) in Berlin über Fürstenwalde (Spree) nach Frankfurt (Oder).
Am 27. November 1843 wurde gemäß Adresskalender 1844 Seite 412 unter Beteiligung des preußischen Staates die Niederschlesisch=Märkische Eisenbahn-Gesellschaft (NME) gegründet, um eine Verbindung von Berlin über Frankfurt hinaus nach Breslau, der zweitgrößten Stadt des Königreiches, herzustellen. Dort war schon mit dem Bau der weiter nach Oberschlesien führenden Oberschlesischen Eisenbahn begonnen worden. Der Endteil Liegnitz–Breslau der NME-Strecke Frankfurt–Breslau wurde zum 19. Oktober 1844 fertiggestellt. Der Verlauf ihres übrigen größeren Teils war zu dieser Zeit noch nicht endgültig festgelegt. Ein Jahr später, am 1. Oktober 1845, wurde der Abschnitt Bunzlau–Liegnitz eröffnet.
Am 1. Januar 1845 wurde gemäß Adresskalender 1846 Seite 390 die Berlin–Frankfurter Eisenbahn-Gesellschaft mit Zustimmung ihrer Aktionäre mit der NME-Gesellschaft vereint. Als gemeinsamer Name wurde Niederschlesisch-Märkische Eisenbahn (NME) behalten.
Gemäß Adresskalender 1846 Seite 603 war für die Berlin-Frankfurter-Eisenbahn-Gesellschaft am 15. Mai 1841 der Zeitpunkt des Entstehens und am 30. Juli 1845 der Zeitpunkt ihres Erlöschens.
Der restliche Streckenteil Frankfurt–Guben–Sorau–Kohlfurt–Bunzlau wurde ab 1. September 1846 befahrbar. Damit war die Strecke Berlin–Breslau (Länge 357 Kilometer) vollendet. Mit der Oberschlesischen Eisenbahn war zu diesem Zeitpunkt die Weiterreise bis Ratibor möglich.
Am 1. September 1847 gingen gleichzeitig die NME-Zweigstrecke von Kohlfurt nach Görlitz und der östlichste Abschnitt der Sächsisch-Schlesischen Eisenbahn zwischen Reichenbach/O.L. und Görlitz in Betrieb. Damit bestand eine durchgehende Schienenverbindung von Breslau über Dresden, Leipzig, Magdeburg, Oschersleben (Bode), Wolfenbüttel und Braunschweig nach Hannover. Anderthalb Monate später, am 15. Oktober, reichte die durchgehende Verbindung bis Deutz am Rheinufer gegenüber Köln, das über die Rheinische Eisenbahn schon Anschluss an das westeuropäische Eisenbahnnetz hatte. Mit der Inbetriebnahme der Verbindungsbahn zwischen den Bahnhöfen in Breslau am 3. Februar 1848 entstand über die am 18. Oktober 1847 fertiggestellte Oberschlesische Eisenbahn und die am 13. Oktober 1847 fertiggestellte Krakau-Oberschlesische Eisenbahn eine durchgehende Schienenverbindung von Deutz bis Krakau. Weniger als ein Jahr später, am 1. September 1848, war mit dem Lückenschluss der oberschlesischen Wilhelmsbahn zum damals österreichischen Oderberg (tschech. Bohumín), seit dem 1. April 1847 Endpunkt der Kaiser Ferdinands-Nordbahn, auch die Schienenverbindung zwischen Berlin und Wien perfekt. Am 1. April 1848 hatte die Warschau-Wiener Eisenbahn ihren südlichen Endbahnhof neben dem Bahnhof Szczakowa der Krakau-Oberschlesischen Bahn eröffnet.

### Übernahme durch den preußischen Staat

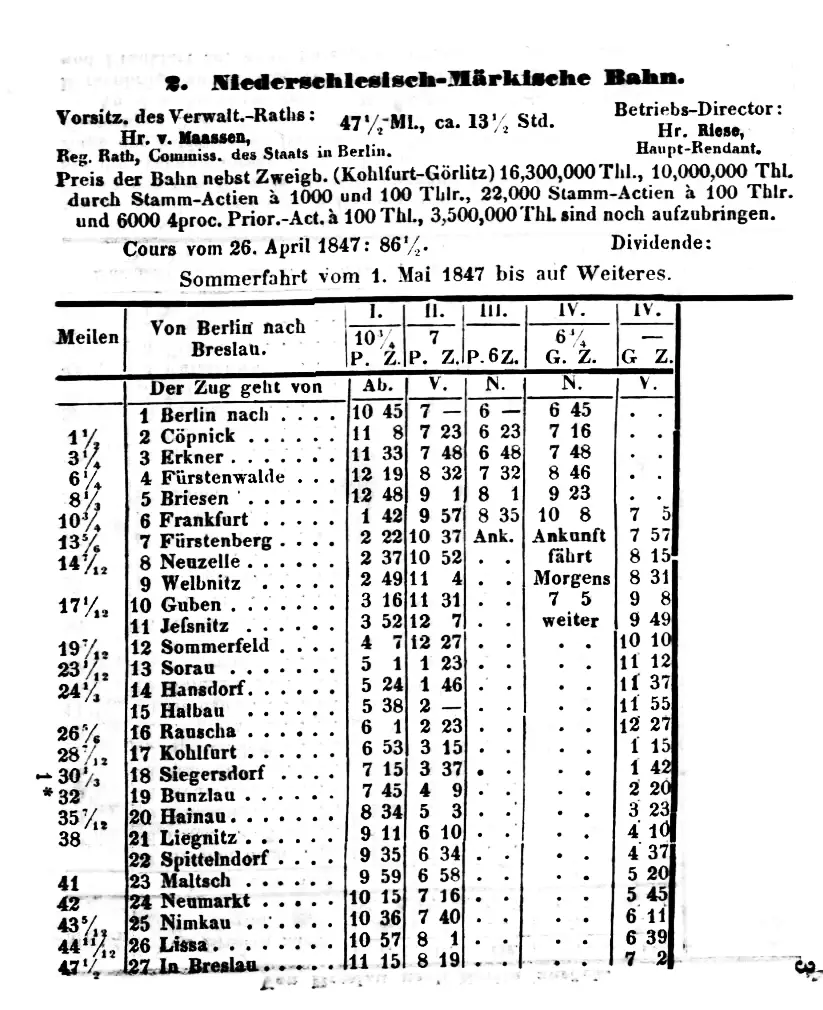
Fahrplan 1847 Berlin-Breslau

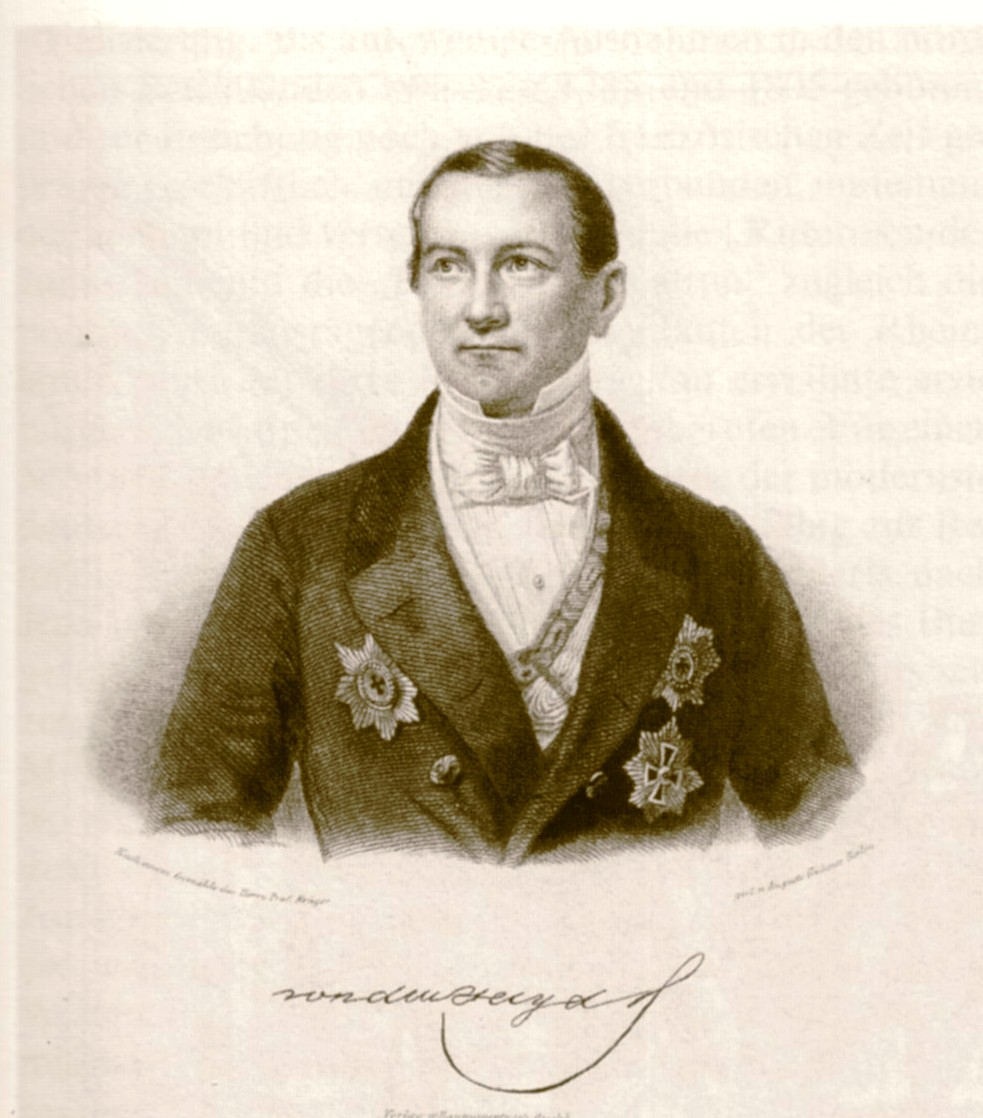
August von der Heydt

Mit der anfänglichen Übernahme von Aktien im Wert von 1,5 Millionen Taler durch den preußischen Staat war die Bedingung verknüpft, dass der Staat unter bestimmten Umständen den Betrieb und die Verwaltung übernehmen konnte. Weil die Bahn in ihrem Ertrag in den Jahren 1848/49 hinter den Erwartungen zurückblieb, wurde mit Bezug auf diese Klausel und auf besonderes Betreiben des preußischen Handelsministers August von der Heydt am 1. Januar 1850 die Verwaltung auf Rechnung der Gesellschaft übernommen. Obwohl sich die Ergebnisse schnell besserten, wurde die Bahn 18 Monate danach dem Staat von den Direktoren zum Kauf angeboten. Als Grund für diese überraschende Entwicklung wird die ebenfalls von v. d. Heydt betriebene geplante Einführung des verbilligten „Einpfennigtarifs“ für Kohlenzüge angesehen, aufgrund dessen das Direktorium erhebliche Umsatzeinbußen befürchtet hätte.
Von der Heydt befürwortete den Ankauf, erfuhr jedoch erheblichen Widerstand von Seiten des Finanzministers Carl von Bodelschwingh, der auf die erheblichen Staatsschulden verwies. Letztlich gab König Friedrich Wilhelm IV. seinem Handelsminister Rückendeckung mit der Begründung der besonderen wirtschaftlichen und militärischen Bedeutung dieser Bahn. Trotz weiterer Proteste wurde der Kauf mit knappen Mehrheiten genehmigt und zum 1. Januar 1852 vollzogen. Die NME wurde damit ein Teil der Preußischen Staatseisenbahnen und von der neu geschaffenen Königlichen Direction der Niederschlesisch-Märkischen Eisenbahn in Berlin verwaltet.
Im Herbst 1853 wurde der erste (nachts verkehrende) Schnellzug zwischen Berlin und Breslau eingerichtet. Nach der Fertigstellung der Galizischen Carl Ludwig-Bahn im Sommer 1868 diente die Niederschlesisch-Märkische Eisenbahn auch als kürzeste Verbindung zwischen Berlin und Bukarest. 1889 wurde der „Orientzug“, ein direkter Schnellzug zwischen Berlin und Budapest eingerichtet.
Am 15. Mai 1875 wurde eine 93 Kilometer lange zweigleisige Abkürzungsstrecke von Gassen über Sagan nach Liegnitz eröffnet.
Mit der beschleunigten Industrialisierung gegen Ende des 19. Jahrhunderts nahm auch der Verkehr vor allem in Berlin und Umgebung zu. Nachdem bis in die 1890er Jahre mehrere zusätzliche Stationen entlang der Strecke gebaut wurden, wurde schrittweise ein weiteres Gleispaar für die Vorortzüge bis nach Erkner verlegt. In diesem Zuge wurde um 1902 die Strecke im Berliner Stadtgebiet auf einen Damm verlegt, um auf Straßenniveau liegende Bahnübergänge zu vermeiden.

### Die NME als Instrument preußischer Eisenbahnpolitik

Entwicklung der Schienenprofile der Niederschlesisch-Märkischen Eisenbahn 1842–1867

Nach der Übernahme durch den Staat 1852 wurde die NME jenseits des eigenen Streckenbetriebes zum Instrument der preußischen Eisenbahnpolitik. Der Staat nutzte die nun in seiner Hand befindlichen technischen und betrieblichen Kompetenzen der NME vor allem zum Bau oder zur Vollendung weiterer Bahnen und zu deren Betrieb. Mit dem betrieblichen Potential konnte er auch auf das Verhalten anderer Gesellschaften Einfluss nehmen:
- So konnte der Staat Preußen ab 1857 über die Bahnstrecke von Berlin bis Frankfurt mit der Anschlussstrecke bis Küstrin Material zum Bau der zunächst noch unvollendeten Preußischen Ostbahn heranschaffen.
- Da die englische Importkohle erheblich billiger war als die schlesische Kohle, war es dem Staat ein besonders Anliegen, die Wettbewerbsfähigkeit der einheimischen Kohle durch einen Einpfennigtarif der Transporte zu fördern. Handelsminister v. d. Heydt drohte 1852 der sich dagegen sträubenden Oberschlesischen Eisenbahn, die NME zu beauftragen, auf den Strecken der Oberschlesischen Bahn Kohlentransporte zum Einpfennigtarif durchzuführen. Dieses Vorgehen ermöglichte der § 27 des Preußischen Eisenbahngesetzes (prEG). Die oberschlesische Eisenbahn gab mit dem Ergebnis nach, dass sich ihre Kohlentransporte nahezu vervierfachten und auch die Einnahmen stiegen.[6]
- Als am 15. Oktober 1851 die erste Berliner Verbindungsbahn fertiggestellt war, erhielt die NME die Betriebsführung des Güterverkehrs.
- Nachdem beim Bau der Berliner Nordbahn die dazu gegründete Berliner Nord-Eisenbahn-Gesellschaft mangels finanzieller Reserven am 15. Dezember 1875 aufgelöst wurde, erwarb der preußische Staat die unvollendete Bahn und übertrug die weiteren Baumaßnahmen der NME. Dabei wurde deren Königliche Direktion der Niederschlesisch-Märkischen Eisenbahn am 21. Februar 1880 zur Königlichen Eisenbahn-Direktion zu Berlin (KED) mit entsprechend erweitertem Aufgabenbereich umgewandelt.
- Am 17. Juli 1871 wurde die mit staatlichen Mitteln erbaute Neue Verbindungsbahn, die spätere Berliner Ringbahn, für den Güterverkehr in Betrieb genommen. Mit dem Bau und der Betriebsführung war die NME beauftragt, die dazu auch bald einen Personenpendelverkehr zur Neuen Verbindungsbahn aufnahm. Der Haltepunkt hatte die Bezeichnung Niederschlesisch-Märkischer Anschluß.
- 1895 errichtete die Gesellschaft den Bahnhof Berlin-Karlshorst für die Besucher der zuvor errichteten Trabrennbahn Karlshorst. Eigens dafür wurde ein sechsgleisiger Kopfbahnhof neben dem Vorortbahnsteig errichtet.

### Personen
- Der Bauingenieur Ludwig Henz war maßgeblich am Bau beteiligt.
- Geheimer Archivrat Adolph Friedrich Riedel war seit 1843 nebenamtlicher stellvertretender Direktor und von 1844 bis 1848 Direktionsmitarbeiter der Gesellschaft.
- Der später als Lokomotivkonstrukteur der preußischen Staatseisenbahnen bekannt gewordene Ingenieur Robert Garbe wurde 1872 Werkstätten-Vorsteher der NME-Zentralwerkstätte Frankfurt an der Oder, vier Jahre später wurde er zur Hauptwerkstätte Berlin-Markgrafendamm versetzt.

### Fahrzeuge

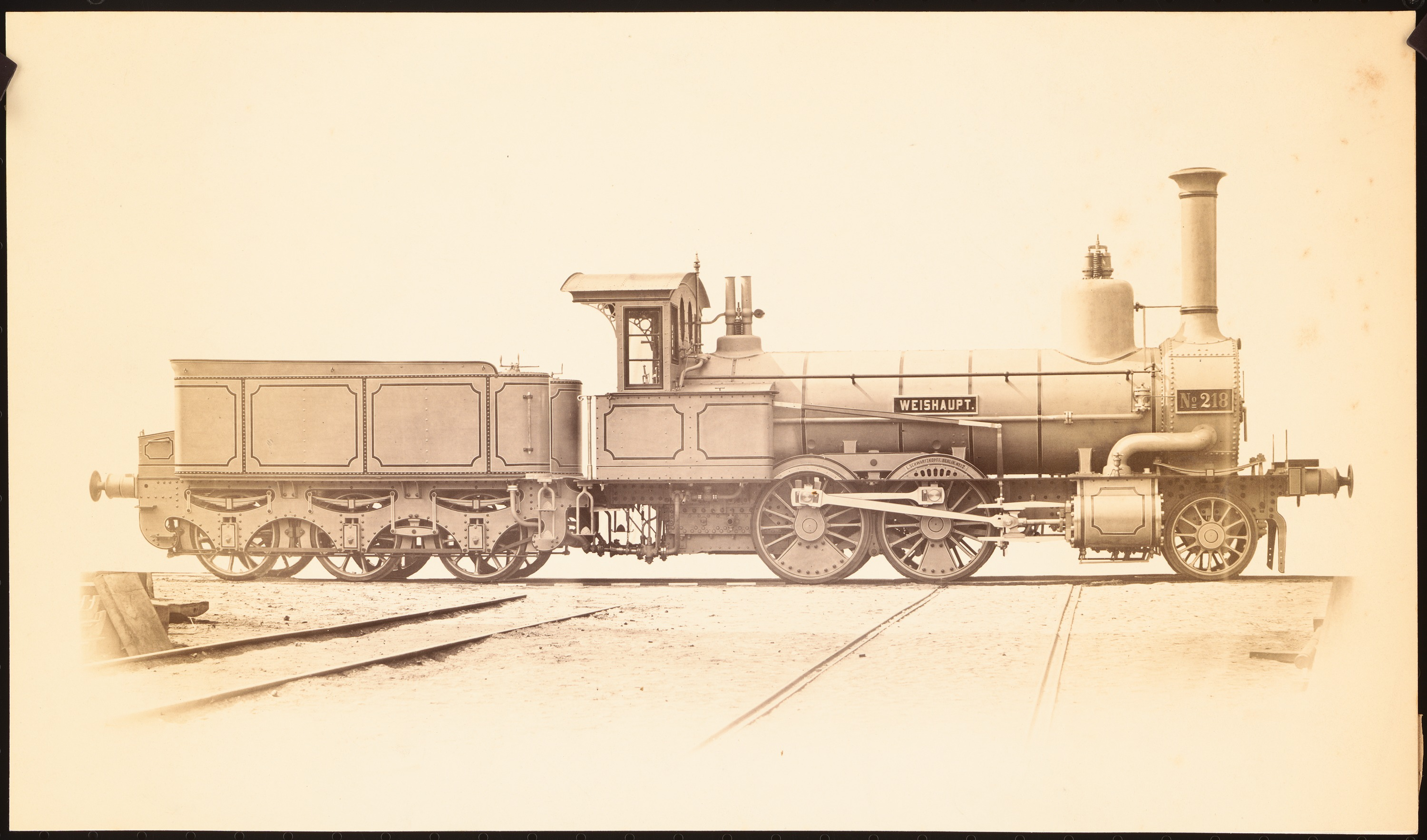
Die Weishaupt

Eine der ersten Lokomotiven der Niederschlesisch-Märkischen Eisenbahn war die Weishaupt des Berliner Maschinenbauers Schwartzkopff.
Bemerkenswert im Rahmen der frühen Geschichte ist, dass die Gesellschaft 1879 verschiedene Dampftriebwagen beschaffte.
Dampfkessel und Dampfmaschine waren dabei auf einem der beiden Drehgestelle des Wagens montiert.

### Unfälle
Am 11. November 1916 fuhr der Balkanzug bei Streckenkilometer 20,2 in eine Rotte Gleisarbeiterinnen, dabei starben 19 Frauen. Ursache war das zu spät abgegebene Warnsignal sowie die nur oberflächliche Einweisung der kriegsbedingt verpflichteten Frauen. Die Opfer sind in einem Gemeinschaftsgrab auf dem Friedhof Rahnsdorf beigesetzt. Den ursprüngliche Gedenkstein hatte die DDR beseitigt und die Gräber eingeebnet. Seit etwa 2005 erinnert ein neuer Gedenkstein an die Namen der 19 Opfer.

## Nach 1920 / Übernahme in die Reichsbahn und deren Nachfolger

### Reichsbahn-Zeit bis zum Zweiten Weltkrieg
Nach der Übernahme der preußischen und damit auch der „Niederschlesisch-Märkischen“ Bahnstrecken in die neue Deutsche Reichsbahn ergaben sich offenbar mehrfache Umorganisationen des Bahnbetriebes. So wird im Kursbuch 1944/45 der Deutschen Reichsbahn die Verbindung Berlin–Breslau mit der Kursbuchnummer 145 geführt, der Streckenabschnitt Kohlfurt–Bunzlau–Liegnitz wurde zu dieser Zeit der Verbindung Dresden–Breslau (Kursbuchstrecke 160) zugeordnet, der Abschnitt Gassen–Kohlfurt wurde zur Kursbuchstrecke 157.
Die Vorortstrecke nach Erkner wurde 1928 für den elektrischen Betrieb der S-Bahn mit einer seitlichen Stromschiene versehen, wogegen der Fernverkehr weiterhin mit Dampf betrieben wurde.
1936 verkehrten die ersten Schnelltriebwagen zwischen Berlin und Beuthen. Diese legten die 508 Kilometer lange Strecke mit einer Reisegeschwindigkeit von 117 km/h in einer Zeit von 4 Stunden und 21 Minuten zurück. Seit 1938 fuhren die visafreien Korridorzüge Berlin–Wien über die ehemalige Niederschlesisch-Märkische Bahn. Das Kursbuch 1939 zeigt eine Aufteilung der Direkt- und Umsteigeverbindungen zwischen Berlin und Breslau auf die Strecken über Frankfurt (Oder) – Reppen, über Guben und über Cottbus – Görlitz. Bereits im Oktober 1939 wurden zusätzliche Schnellzüge zwischen Berlin und Krakau, der Hauptstadt des Generalgouvernements eingerichtet. Bis zur sowjetischen Weichsel-Oder-Operation im Januar 1945 war die Niederschlesisch-Märkische Eisenbahn eine Hauptverkehrsader der deutschen Wirtschaft.

### Nach dem Zweiten Weltkrieg

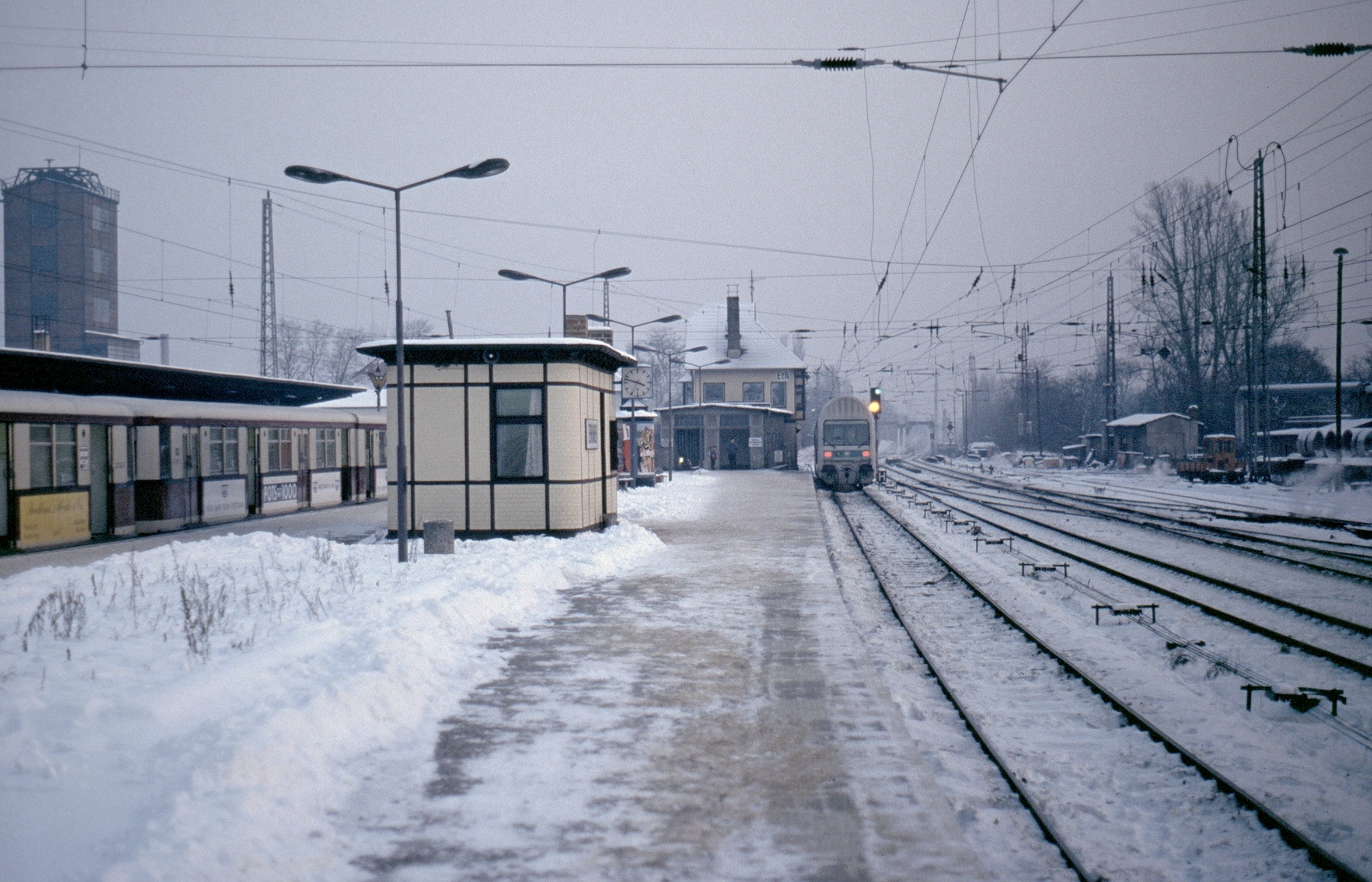
Bahnhof Erkner, links die Endstation der S-Bahn, 1993

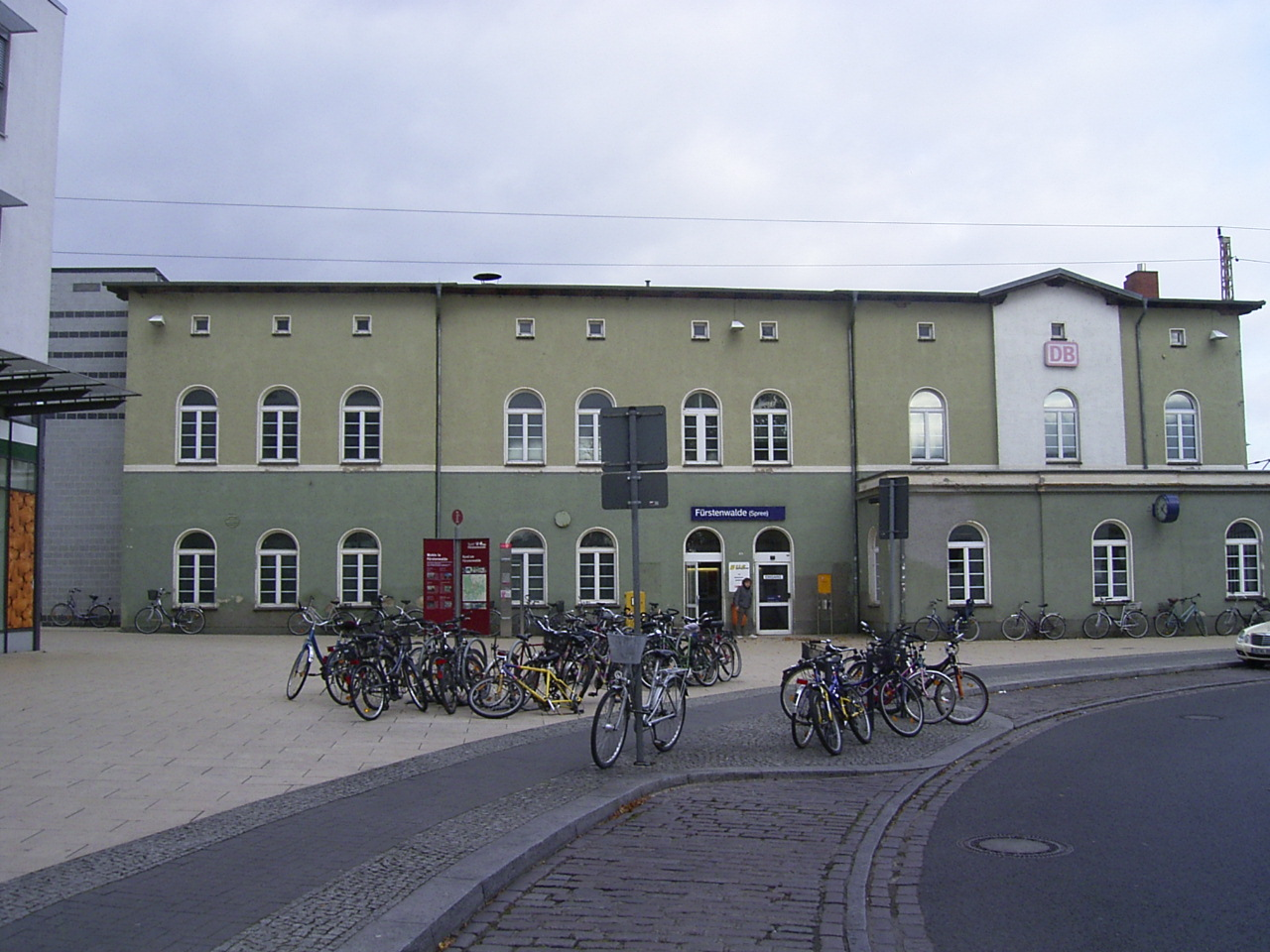
Bahnhof Fürstenwalde, 2007

In der Nachkriegszeit wurde die Strecke ab Guben zunächst bis Lubsko (Sommerfeld) und dann bis Żagań (Sagan) infolge der Grenzziehung zwischen Polen und Deutschland bzw. der DDR stillgelegt.
In Frankfurt (Oder) zweigt die Bahnstrecke Frankfurt (Oder)–Posen ab, die Teil einer West-Ost-Verbindung über Warschau nach Moskau ist. Zur Versorgung sowjetischer Truppen wurde daher beim Vorrücken der Roten Armee ein Gleis der Strecke auf 1524 mm Breitspur umgebaut, so dass schon am 25. April 1945 der erste sowjetische Militärzug bis an die Berliner Stadtgrenze fahren konnte. Am 28. Juni 1945 erreichte der erste Personenzug aus Moskau den Schlesischen Bahnhof, wo die Gleise 1 bis 3 umgespurt waren. Für Stalins Anreise zur Potsdamer Konferenz wurde außerdem ein Gleis nach Potsdam in russische Breitspur geändert. Die Breitspurgleise wurden bis zum 20. September 1945 zwecks Erhöhung der Transportleistung wieder auf Normalspur rückgenagelt.
Anders als die meisten Strecken wurden die Ferngleise auf dem Abschnitt Berlin–Frankfurt nicht auf die Hälfte reduziert; die Strecke diente zum Abtransport der Reparationsgüter in die UdSSR. Dafür wurden jedoch die Gleise der S-Bahn komplett demontiert, so dass ein elektrischer Betrieb innerhalb Berlins erst wieder drei Jahre nach der Demontage erfolgen konnte. Die Strecke zwischen Berlin und Frankfurt blieb eine Hauptachse des internationalen Verkehrs. 1990 wurde sie bis zum Grenzbahnhof Oderbrücke mit 15 kV, 16,7 Hz Wechselspannung elektrifiziert.
Der über die Oder-Neiße-Linie verlaufende Abschnitt Guben–Żagań (Sagan) war von der Grenzziehung betroffen. Er wurde zunächst auf ein Gleis zurückgebaut. Personenverkehr über die Grenze gab es nicht mehr. Auch der Güterverkehr wurde nur in Ausnahmefällen über diese Strecke geführt. Zuletzt der Fall im Jahr 1994 aufgrund von Bauarbeiten auf der Strecke von Guben in Richtung Czerwieńsk (Rothenburg), über die ansonsten der Verkehr verlief.
Auf polnischer Seite wurde nach dem Krieg ein Bahnhof Gubinek in der Nähe des polnischen Teils der geteilten Stadt Guben errichtet. Der Personenverkehr dorthin wurde 1986 eingestellt; 1994 folgte auch der weiter landeinwärts gelegene Abschnitt von Żagań nach Lubsko (Sommerfeld).

## Streckenausbau

### Ausbaustrecke Berlin–Frankfurt (Oder)
Der 85 km lange Streckenabschnitt zwischen Berlin Ostbahnhof und der deutsch-polnischen Grenze bei Frankfurt (Oder) ist Bestandteil der europäischen Verkehrsachse Paris – Berlin – Warschau und des Paneuropäischen Verkehrskorridors II. Er wird im Zuge des Projekts Ausbaustrecke (ABS) Berlin – Frankfurt (Oder) seit 1997 modernisiert und für Geschwindigkeiten bis zu 160 km/h ausgebaut. Die Fahrzeit soll sich dadurch auf 36 Minuten verringern. Die Fertigstellung war ursprünglich für 2013 vorgesehen bei geplanten Investitionskosten von 565 Millionen Euro, nun wird eine Fertigstellung bis 2020 erwartet.
Das Projekt gliedert sich in drei Abschnitte:
1. Berlin Ostbahnhof – Erkner: Neben dem Streckenausbau ist die Errichtung eines neuen Regionalbahnsteigs im Bahnhof Berlin-Köpenick bis 2026[13] vorgesehen; der Ersatzneubau des Regionalbahnhofs Erkner wurde Ende 2009 fertiggestellt. Die Erhöhung der Streckengeschwindigkeit auf 160 km/h ist, entgegen der ursprünglichen Planung, nur noch für den Abschnitt Köpenick–Erkner(–Frankfurt (Oder)) vorgesehen. Die Regionalbahnsteige des Bahnhofs Berlin-Karlshorst wurden zum Fahrplanwechsel im Dezember 2017 aufgegeben, nachdem am Bahnhof Berlin Ostkreuz im Zuge des dortigen Projekts ein Regionalbahnsteig realisiert wurde.[14]
2. Erkner – Frankfurt (Oder): Die Strecke wurde in den Jahren 2002 bis 2008 umfassend modernisiert und durchgängig für eine Streckengeschwindigkeit von 160 km/h ausgebaut. Acht Bahnstationen, darunter der Bahnhof Fürstenwalde, wurden erneuert.[10]
3. Frankfurt (Oder) – deutsch-polnische Grenze (Bahnstrecke Frankfurt (Oder)–Poznań) mit dem 2008 erfolgten Neubau der Oderbrücke

Die Gesamtinvestition in den Projektabschnitten 2 und 3 betrug 167,5 Millionen Euro. Davon wurden 61,6 Prozent durch den Europäischen Fonds für regionale Entwicklung aufgebracht.
Im Streckenabschnitt Erkner–Fürstenwalde wurde um 2012 ETCS in den Ausprägungen Level 1 Full Supervision (FS) und Level 1 Limited Supervision (LS) erprobt. Die ETCS-Versuchsaufbauten waren 2017 außer Betrieb. Die Strecke soll nunmehr zwischen Erkner und Frankfurt/Oder mit ETCS ausgerüstet werden. Während in Frankfurt ETCS Level 1 (LS, ETCS signalgeführt) zum Einsatz kommen soll, ist im Rest des Abschnitts ETCS Level 2 geplant.
In Vorbereitung für den Ausbau der Fernbahngleise zwischen Erkner und Berlin-Köpenick erfolgte eine Modernisierung der Stellwerkstechnik auf der parallel verlaufenden S-Bahnstrecke. Ein Elektronisches Stellwerk (ESTW) und das elektronische Zugsicherungssystem ZBS für die S-Bahn zwischen Berlin Wuhlheide und Erkner gingen zum 13. Dezember 2015 in Betrieb. Ein weiterer Abschnitt zwischen Berlin-Karlshorst und Berlin-Rummelsburg folgte bis Ende 2016. Insgesamt wurden rund 40 Millionen Euro in die Erneuerung der Sicherungstechnik investiert.
Ab 2016 wurden Gleise und Oberleitungsanlagen der Fernbahn zwischen Berlin-Wilhelmshagen und Berlin-Hirschgarten modernisiert und dabei der Gleisabstand zur parallel verlaufenden S-Bahntrasse vergrößert. Am Bahnhof Berlin-Friedrichshagen entstand ein zusätzlicher Ausgang nach Süden zum Fürstenwalder Damm. Die Eisenbahnüberführungen Neuenhagener Mühlenfließ, Straße nach Fichtenau und Fredersdorfer Mühlenfließ sowie der Personentunnel am Bahnhof Berlin-Wilhelmshagen wurden erneuert.
Im April 2020 ging im Bahnhof Berlin-Köpenick ein elektronisches Stellwerk für die Fernbahn in Betrieb. Dieses ist Voraussetzung für den anschließenden Umbau des Güterbahnhofs Köpenick inkl. Errichtung eines Regionalbahnsteigs.

### Umbau des Bahnhofs Berlin Ostkreuz
Im Zuge des Projekts Umbau Bahnhof Ostkreuz erfolgt zwischen Berlin Ostbahnhof und Berlin-Rummelsburg derzeit eine Grunderneuerung der Gleis- und Bahnhofsanlagen. Die S-Bahn-Gleise werden neu geordnet, so verschiebt sich das bisher kurz hinter dem Ostbahnhof befindliche Kreuzungsbauwerk zur Ausfädelung der Preußischen Ostbahn bis hinter den Bahnhof Ostkreuz, um in diesem Abschnitt einen Richtungsbetrieb zu ermöglichen. Die Bahnhöfe Warschauer Straße und Ostkreuz werden grundhaft umgebaut und deren Bahnsteige in veränderter Lage neu errichtet. Auch die Anlagen der Fernbahn werden in diesem Abschnitt modernisiert und umgebaut. Am Bahnhof Ostkreuz wurde zudem ein Regionalbahnsteig errichtet.

### Bahnsteigverlängerungen
Seit Ende 2022 verkehrt auf der Linie RE 1 in der Hauptverkehrszeit ein zusätzlicher Zug pro Stunde zwischen Berlin und Frankfurt (Oder), der lediglich in Erkner und Fürstenwalde hält. Ursprünglich bis Dezember 2025 sollten alle Bahnsteige von 140 auf 210 Meter verlängert werden, um im Regionalverkehr längere Züge mit rund 800 Sitzplätzen einsetzen zu können. Inzwischen ist von einer Fertigstellung der Bahnsteigverlängerung bis 2028 auszugehen. Die Umsetzung erfolgt im Zuge der Initiative i2030. Eine Finanzierungsvereinbarung für die Vorplanung bis zur Genehmigungsplanung über rund 7 Millionen Euro wurde Ende 2020 unterzeichnet.

## Heutiger Zugbetrieb

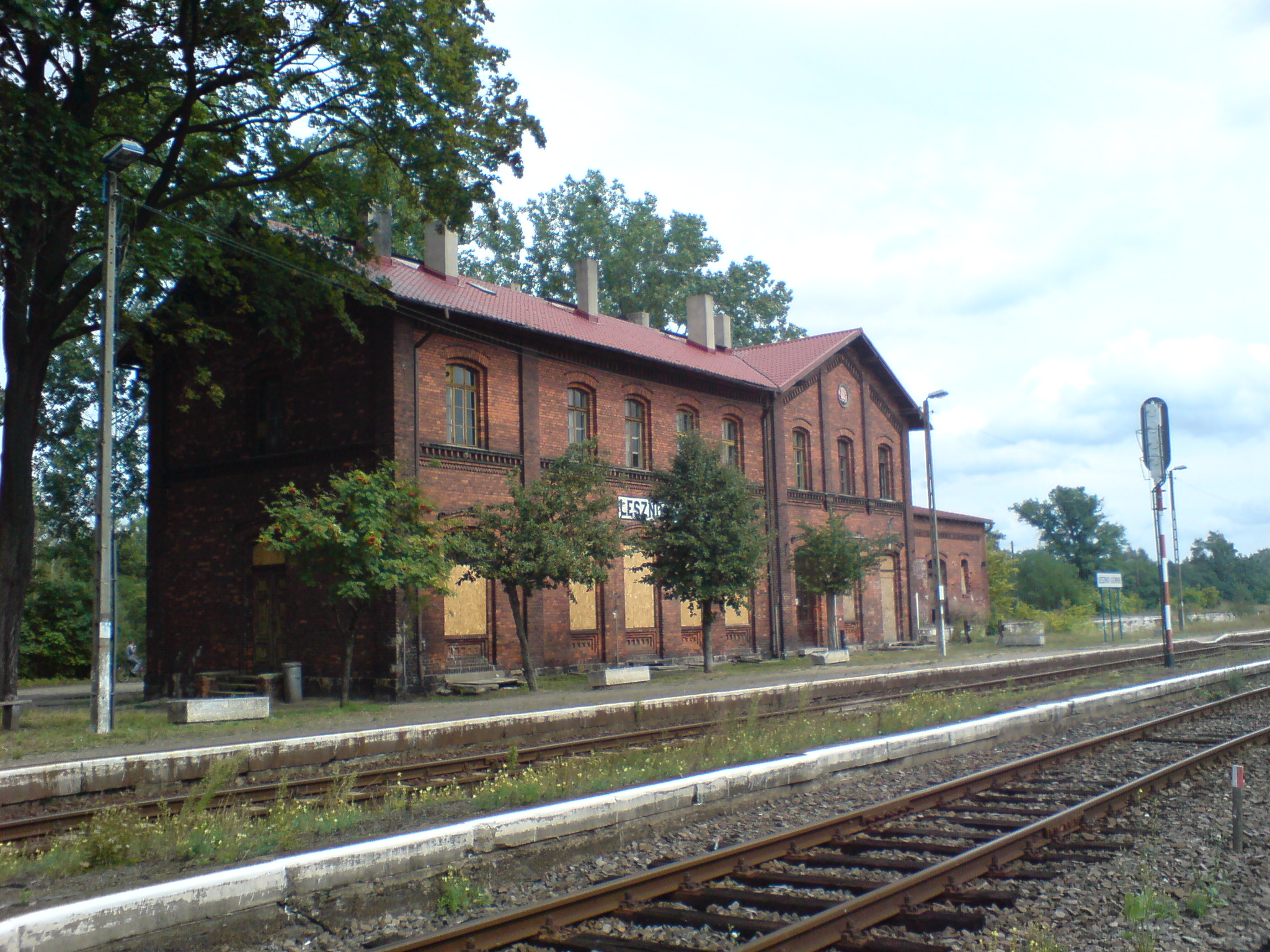
Empfangsgebäude des Bahnhofs Leszno Górne (ehem. Oberleschen), 2008

Heute werden Streckenteile der Strecke teils von der ODEG mit der Regional-Express-Linie RE 1 (im Abschnitt Berlin – Guben) sowie teils von der Deutschen Bahn mit der Regional-Express-Linie RE 10 bzw. der Regionalbahnlinie RB 43 (jeweils im Abschnitt Frankfurt (Oder) – Guben) befahren. Auf dem Berliner Teilstück bis Erkner verkehrt zudem parallel zur Fernbahn die Linie S3 der S-Bahn Berlin.
Weiterhin verkehrt die Eurocity-Linie Berlin-Warszawa-Express auf dem Abschnitt zwischen Berlin und Frankfurt (Oder) sowie weitere Eurocitys in Richtung Wroclaw, Przemysl, Gdynia und Gdansk. Ebenfalls herrscht reger Güterverkehr aufgrund der Verbindungsfunktion zwischen Polen und Deutschland.

## Vorsitzende
Berlin-Frankfurter-Eisenbahn-Gesellschaft
- Carl Treu: 1842/1843
- Hermann Henoch: 1843/44

Niederschlesisch-Märkische Eisenbahn-Gesellschaft
- Franz Christian Naunyn: 1843/44
- Christian von Maaßen: von 1845 bis 1849
- Ernst Costenoble: von 1850 bis 1869
- Julius von Duering: 1869
- Siegmund von Schmerfeld: von 1870 bis 1874, anschließend Vorstand der Eisenbahndirektion Hannover
- Paul Jonas: 1875, anschließend Direktor der Eisenbahndirektion Elberfeld
- Otto von Mühlenfels: 1875
- Engelbert Pape: von 1876 bis 1880

## Trivia
- Zwischen 1858 und 1870 führte August Wöhler erstmals methodische Schwingfestigkeitsversuche auf den Anlagen der NME durch.
- Der Dramatiker Gerhart Hauptmann wohnte 1885 bis 1889 in Erkner, einem Ort an der Strecke unweit der heutigen Berliner Stadtgrenze. Hier schrieb er auch sein Werk Bahnwärter Thiel, das an einem Bahnwärterhäuschen weiter östlich der Strecke in der Nähe des Ortes Fangschleuse spielt.
- Am 1. November 1918 ereignete sich bei Briesen der Eisenbahnunfall von Briesen, ein Auffahrunfall, bei dem 20 Menschen ums Leben kamen.